# Global Mediacom
A PT Global Mediacom Tbk, anteriormente conhecido como PT Bimantara Citra Tbk, é uma empresa especializada em investir em empresas envolvidas na mídia e telecomunicações. A Mediacom global é baseada em Jacarta, na Indonésia, foi criada em 1981. Atualmente, a mesma é de propriedade majoritária da MNC Corporation.

## História
A Global Mediacom foi fundada em 1981 sob o nome de PT Bimantara Citra Tbk por Bambang Trihatmodjo e Indra Rukmana. Em 1989, a Bimantara Citra listou suas ações na Bolsa de Valores de Jacarta (atual Indonesia Stock Exchange). Em 1997, a pedido da Viacom Indonésia e da Bhakti Investama, a empresa recolheu todas as estações estabelecidas em 1987-1991 em um grupo chamado Media Nusantara Citra. Então, em 2002, a Bimantara Citra foi adquirida pela MNC Corporation que mudou seu nome para PT Global Mediacom Tbk em 2007.